# Los Guayabos, Michoacán de Ocampo
Los Guayabos är en ort i Mexiko.   Den ligger i kommunen Tacámbaro och delstaten Michoacán de Ocampo, i den södra delen av landet, 230 km väster om huvudstaden Mexico City. Los Guayabos ligger 1 739 meter över havet och antalet invånare är 111.
Terrängen runt Los Guayabos är huvudsakligen kuperad, men åt nordost är den bergig. Terrängen runt Los Guayabos sluttar söderut. Runt Los Guayabos är det glesbefolkat, med 15 invånare per kvadratkilometer. Närmaste större samhälle är Tacámbaro de Codallos, 13,1 km väster om Los Guayabos. I omgivningarna runt Los Guayabos växer huvudsakligen savannskog.